# Чечвянський Василь Михайлович
Васи́ль Миха́йлович Чечвя́нський (справжнє прізвище Губе́нко) (*28 лютого (11 березня) 1888, хутір Чечва — †15 липня 1937, Київ) - український письменник-гуморист родом з Груні,нині Сумщина, старший брат Остапа Вишні, довголітній співредактор і секретар журналу «Червоний Перець»; член літературних організацій «Плуг» і ВУСПП; друкуватися почав на поч. 1920-х pp. Представник розстріляного відродження.
За єжовщини розстріляний. У 1950-х реабілітований.

## Біографія
Народився на хуторі Чечва біля містечка Грунь Зіньківського повіту Полтавської губернії. Найстарший син у багатодітній (17 дітей) селянській сім'ї.
Закінчив початкову трирічну школу, потім двокласну школу в Зінькові, згодом продовжив навчання в Київській військово-фельдшерській школі, яку закінчив у 1906 році.
Працював у військових госпіталях. Учасник Першої світової війни. Потім служив у Червоній армії, займаючи низку високих інтендантських посад у Північно-Кавказькому окрузі.
Під час служби в армії Василь Губенко почав займатися літературною творчістю. Опублікував на сторінках військових газет ряд невеликих фейлетонів.
На початку 1924 року демобілізувався з РСЧА. Оселився в Ростові-на-Дону, де активно співпрацював у місцевій пресі як газетяр-фейлетоніст, а в кінці того ж року повернувся до тодішньої столиці України — Харкова. Відтоді він цілком присвятив себе журналістській і літературній діяльності, активно друкувався в українських газетах і журналах.
На початку 1925 року Василь Чечвянський — завідувач філії газети «Известия» в Полтаві. У 1926 році повернувся до Харкова, працював у редакції журналу «Червоний Перець», потім був призначений відповідальним секретарем цього журналу. Був членом ВУСПП.
Через нещасливий випадок — напад психічно хворої людини на популярну особу — залишився без ока.
За звинуваченням в участі в українській контрреволюційній націоналістичній фашистській організації 2 листопада 1936 року Василь Чечвянський був заарештований. 14 липня 1937 року в Києві виїзна сесія Військового трибуналу Верховного суду СРСР на підставі ст. 54-8, 54-11 КК УРСР ухвалила вирок про розстріл Василя Чечвянського й наступного дня — 15 липня 1937 року — його стратили. Репресіям піддалася і вся родина Чечвянського — дружина й сини.

## Творчий доробок
Збірки гуморесок:
- «Царі природи» (1928),
- «Ех, товариші…» (1928),
- «Кадило» (1929),
- «Між іншим» (1929),
- «Оздоровлення апарату», «Оскудєніє»,
- «Переливання крови» (1929),
- «Фактор» (1930),
- «Не вам кажучи», «Пародії», «Республіканці» (1930),
- «Факт» (1932),
- «Нещасні» (1933),
- «Учителю — путьовку!» (1934).

Після реабілітації вийшли збірки «Вибрані гуморески» і «М'який характер» (1959).

## Ресурси
- Стаття про Чечвянського в «Кримській Світлиці» [Архівовано 17 квітня 2008 у Wayback Machine.]
- Старший брат Остапа Вишні був не менш талановитим, але назавжди залишився менш відомим «Україна молода» [Архівовано 26 квітня 2014 у Wayback Machine.]
- Чечвянський Василь в Електронній бібліотеці «Культура України»